# Kościół Najświętszego Serca Jezusowego w Łężkowicach
Kościół Najświętszego Serca Jezusowego w Łężkowicach – rzymskokatolicki kościół parafialny znajdujący się w Łężkowicach w powiecie wielickim województwa małopolskiego.

## Historia kościoła
Kościół w Łężkowicach został zbudowany staraniem ks. Władysława Lalika w latach 1919–1921 w stylu neogotyckim według projektu arch. Jana Sasa-Zubrzyckiego. Kościół został poświęcony 23 października 1921 roku przez biskupa tarnowskiego Leona Wałęgę. Jest to kościół trzynawowy, posiadający sklepienia krzyżowo-żebrowe i kolebkowe. Polichromia figuralna i ornamentalna wykonana została przez Pawła Mikę w 1961 roku.
Do kościoła w Łężkowicach zostały wykonane techniką olejną na płótnie nowe obrazy drogi krzyżowej. Prace wykonał absolwent Akademii Sztuk Pięknych w Moskwie Anatolij Czegodajew z Ukrainy. Inspiracją była droga krzyżowa z kościoła Ojców Franciszkanów w Krakowie wykonana przez Józefa Mehoffera, czołowego malarza Młodej Polski. Ponadto w 2003 roku na całej powierzchni kościoła (z wyjątkiem prezbiterium) została położona granitowa posadzka. W roku 2004 został zamontowany nowy ołtarz oraz nowa posadzka w prezbiterium i zakrystii z marmuru włoskiego. Projekt ołtarza, ambony i posadzki został wykonany przez architekt Bogdanę Drwal z Tarnowa.